# Echo 1
Echo 1 (eigentlich Echo 1A) ist der Name eines großen Ballonsatelliten der USA, der am 12. August 1960 als erster Nachrichten- und geodätischer Satellit gestartet wurde. Seine COSPAR-Bezeichnung war 1960-009A (9. Start des Jahres 1960, 1. Komponente).

## Mission
Der Start erfolgte als zweiter Einsatz einer neu entwickelten Trägerrakete vom Typ Delta, der später erfolgreichsten amerikanischen Raketentype im mittleren Leistungsbereich. Ihr Erstflug (am 13. Mai 1960 mit Echo 1 und einem Startgewicht von etwa 60 kg) war allerdings ein Fehlstart.
Der mit dünnem Aluminium überzogene dünne Ballon aus dem Polyester-Kunststoff Mylar (einer nur Bruchteile von Millimeter starken Folie) wurde erst „aufgeblasen“, als die Endhöhe von etwa 1500 km erreicht war (Umlaufzeit knapp zwei Stunden). Die zunächst 30 Meter große, stark reflektierende Kugel, die bereits nach einem Jahr auf einen Durchmesser von 18 Metern geschrumpft war, konnte etwa acht Jahre lang als heller Stern 1. Größe gesehen werden und diente der passiven Weiterleitung von Signalen im Radio- und Funkverkehr. Gegen Ende seiner Lebenszeit – kurz vor dem Verglühen im Jahr 1968 – war die Bahnhöhe von 1500 auf etwa 1000 km gesunken.

## Funk-Reichweite und Sichtbarkeit
Eine einfache Skizze bzw. die Anwendung des „Satzes des Pythagoras“ ergibt, dass ein solcher Erdsatellit in einer 1500 km hohen Kreisbahn bei einem Erdradius von 6370 km mehr als 4600 km weit sichtbar ist. Liegen zwei Funkstationen also 9000 km auseinander und geht die Satellitenbahn zwischen ihnen durch, können sie bei genügend starken Funkwellen deren gegenseitige Reflexion empfangen.
Die erste Fernmeldeverbindung über größere Distanz gelang zwischen zwei US-Erdfunkstellen im Ostküstenstaat New Jersey und im westlichen Kalifornien (Crawsfords Hill und Goldstone) über fast 4000 km. Die aluminiumbeschichtete Plastikhülle erwies sich als ausreichender Reflektor für die Funkwellen.
Derart große Flugkörper wie ein 30-Meter-Ballon sind nicht nur mit Fernrohren, sondern bis etwa 5.000 km auch freiäugig sichtbar. Generell ist bei (kleineren) Erdsatelliten jedoch die visuelle Sichtbarkeit schwieriger als ihre Beobachtung mittels Funkwellen, weil
1. der Satellit von der Sonne beleuchtet sein muss,
2. der Beobachter im Schatten (d. h. auf der Dämmerungs- oder Nachtseite) der Erde liegen muss,
3. die Helligkeit einer Kugel vom Winkel zwischen Lichteinfall und Beobachter abhängt – siehe Mondphasen – und
4. außerdem in Horizontnähe durch die atmosphärische Extinktion stark absinkt.

Dennoch ist es auch für präzise Zwecke der Satellitengeodäsie kein Problem, einen Flugkörper wie Echo 1 bis herab zu Höhenwinkeln von 20° zu beobachten – was einer Distanz von 2900 km entspricht. Daher lassen sich theoretisch Entfernungen zwischen Vermessungspunkten bis über 5000 km „überbrücken“, und in der Praxis zumindest 3000–4000 km.

## Geodätische Nutzung
Wenn man auf ±0,01° (oder 36″) genau die Satellitenspur vor den Fixsternen misst und sich der Satellit um 0,3° pro Sekunde bewegt, muss die Zeit auf 1/30 Sekunde genau sein. Das konnten aber nur sehr geübte Beobachter im damaligen „Moonwatch“-Programm. Für Zwecke der Geodäsie wäre eine noch höhere Genauigkeit notwendig.
Diese höhere Qualität erhielt man schon damals mit lichtstarken fotografischen Kameras bei Brennweiten ab 20 cm (siehe Satellitenkamera). Zwar kann man damit nur Satelliten aufnehmen, die etwa eine freiäugige Helligkeit besitzen, doch war das für helle Ballonsatelliten des Echo-Typs bei weitem erfüllt (wegen des guten Erfolgs folgten noch weitere drei Starts bis 1966).

### Fotografische Auswertung und Stellartriangulation
Liegen nun solche Foto-Aufnahmen mit Satellitenspur plus kurze Unterbrechungen (Verschluss mit Zeitmarken) vor, kann daraus die Satellitenbahn im Sternkoordinatensystem α, δ auf etwa ±2″ bestimmt werden (siehe Bahnbestimmung). Nun hat man zwei Möglichkeiten:
1. Analyse der Bahnstörungen und damit eine genaue Bestimmung des Erdschwerefeldes in Satellitenhöhe, oder
2. gleichzeitige Messung des Satelliten von zwei oder mehr Bodenstationen und Bildung von großen Dreiecken zwischen ihnen. Diese Methode entspricht der terrestrischen Triangulation, mit der die Geodäten zwischen 1600 und 1950 die Erde großräumig vermessen haben, und heißt deshalb „Stellartriangulation“.

Damit wurden zwischen 1960 und 1968 – als der erste Ballonsatellit verglühte – hunderttausende Messungen gemacht. Die Achsen des Erdellipsoids, die bis dahin wegen der geodätisch fast unüberbrückbaren Ozeane nur auf etwa 100 Meter bekannt waren (0,0016 Prozent des Erdradius), konnten dadurch etwa zehnmal genauer bestimmt werden. Durch den Fortschritt der Technik stieg diese Genauigkeit bis 1975 nochmals fünffach (auf zwei bis drei Meter); 1980 erreichte man ±1 m und heute ist man – allerdings mit Mikrowellen-Techniken und GPS – bei wenigen Zentimetern bis Dezimetern angelangt.

## Wirkung auf die Satellitentechnik

### Aktive statt passive Funksatelliten
Für die Nachrichtentechnik wurde das „passive Prinzip“ (Reflexion der Funkwellen an der Ballonhaut) jedoch bald durch aktive Systeme ersetzt:
- Einerseits war der technische Fortschritt in den ersten Jahren der Raumfahrt einigermaßen rasant und wirkte sich sowohl bei Start und Steuerung, als auch bei der in die Satelliten eingebauten Technik aus.
- Andererseits erkannte man bald, dass nur mit aktiv arbeitenden Satelliten eine effektive Informationsübertragung möglich ist und die Reflektivität der Ballonhüllen zu rasch abnahm.

Der erste aktiv sendende, kommerzielle Fernsehsatellit Telstar 1 wurde am 10. Juli 1962 gestartet und kam bereits im Sommer für eine direkte Fernsehübertragung zwischen USA, Westeuropa und Japan zum Einsatz. Er konnte gleichzeitig mehrere hundert Tonkanäle aussenden.
Wegen des so erfolgreichen Nachrichtensatelliten wurde schon 1963 in den USA die Kommunikationssatellitengesellschaft COMSAT (Communications Satellite Corporation) gegründet. Ein Jahr später folgte die Intelsat (International Telecommunications Satellite Organization) und COMSAT war Gründungsmitglied. Ihr erster Nachrichtensatellit hieß Early Bird (Morgenvogel) und startete 1965. Early Bird (offiziell Intelsat 1) konnte 240 Telefongespräche bzw. einen Fernsehkanal übertragen.

### Echo-2 und weitere Ballonsatelliten
Weil Echo-1 trotz seiner Einfachheit doch recht erfolgreich war – auch gegenüber seinen oben erwähnten elektronischen Nachfolgern – wurde 1964 ein ähnlicher Ballonsatellit Echo 2 gestartet. Echo 2 war mit 41 Metern Durchmesser noch größer als Echo 1. Es wurde ein höherer Gasdruck zum Aufblasen des Ballons verwendet. Seine Bahn war etwas niedriger (anfangs etwa 1200 km) und verlief sehr polnah (Bahnneigung nun ca. 82°, gegenüber Echo-1 mit 47°).

Dadurch konnte man den Satelliten auch in höheren geografischen Breiten beobachten, wo großer Bedarf an interkontinentalen Verbindungsmessungen bestand. Echo-2 hatte mit seinen sechs oder sieben Jahren eine etwas kürzere Lebensdauer als Echo-1 (1960–1968). Beide Ballone verloren ihre Kugelgestalt erst nach einigen Jahren, obwohl ihre Gasfüllung wegen Mikrometeoriten vermutlich nur wenige Stunden vorhanden war. Im Jahr vor dem Absturz waren beide Ballone bereits ziemlich „verbeult“, und man konnte ihre Rotation deutlich an ihren sich periodisch ändernden Lichtreflexionen erkennen. Ihre scheinbare Helligkeit war im Laufe der Jahre von 1. Größe (0,2 bis 1,0) um fast eine Größenklasse gesunken.
Zur Erforschung der Dichte der Hochatmosphäre startete die NASA die kleineren Ballonsatelliten Explorer (Nr. 9, 19, 24 und 39), und im Jahr 1966 folgte der 30-m-Ballon PAGEOS. Sein Name bedeutet (deutsch wie englisch) „PAssiver GEOdätischer Satellit“.

### PAGEOS und das Weltnetz
PAGEOS wurde speziell für das sogenannte Weltnetz der Satellitengeodäsie gestartet, für das bis 1973 um die 20 Beobachtungsteams weltweit unterwegs waren. Mit den vollelektronischen BC-4-Kameras (1:3 / Brennweite 30 bzw. 45 cm) nahmen sie in 46 Bodenstationen insgesamt 3000 verwertbare Fotoplatten auf, woraus die Stationen dreidimensional auf durchschnittlich 4 m genau berechnet werden konnten. Der Koordinator dieser Kampagnen war Hellmut Schmid von der ETH Zürich.
In Europa lagen drei Stationen des Weltnetzes: Catania auf Sizilien, der Hohenpeißenberg in Bayern und Tromsø im nördlichen Norwegen. Zur Ergänzung des reinen Richtungsnetzes waren genaue Streckenmessungen nötig, die auf vier Kontinenten – und auch quer durch Europa – mit Genauigkeiten von 0,5 mm pro km vermessen wurden.